# Ebersheim (Francja)
Ebersheim – miejscowość i gmina we Francji, w regionie Grand Est, w departamencie Dolny Ren.
Według danych na rok 1990 gminę zamieszkiwało 1675 osób, 123 os./km².